# Merstham FC
Merstham FC (celým názvem: Merstham Football Club) je anglický fotbalový klub, který sídlí ve vesnici Merstham v nemetropolitním hrabství Surrey. Založen byl v roce 1892. Od sezóny 2015/16 hraje v Isthmian League Premier Division (7. nejvyšší soutěž). Klubové barvy jsou zlatá a černá.
Své domácí zápasy odehrává na stadionu Moatside s kapacitou 2 000 diváků.

## Získané trofeje
- Surrey Senior Cup ( 3× )
  - 2007/08, 2015/16, 2017/18

## Úspěchy v domácích pohárech
Zdroj: 
- FA Cup
  - 1. kolo: 2016/17
- FA Trophy
  - 2. předkolo: 2009/10, 2012/13, 2014/15, 2016/17
- FA Vase
  - Čtvrtfinále: 2007/08

## Umístění v jednotlivých sezonách
Stručný přehled
Zdroj: 
- 1965–1968: Surrey Senior League
- 1968–1971: Surrey Senior League (Premier Division)
- 1971–1978: Surrey Senior League
- 1978–1984: London Spartan League (Premier Division)
- 1984–2003: Combined Counties League
- 2003–2008: Combined Counties League (Premier Division)
- 2008–2015: Isthmian League (Division One South)
- 2015– : Isthmian League (Premier Division)

Jednotlivé ročníky
Zdroj: 
Legenda: Z - zápasy, V - výhry, R - remízy, P - porážky, VG - vstřelené góly, OG - obdržené góly, +/- - rozdíl skóre, B - body, červené podbarvení - sestup, zelené podbarvení - postup, fialové podbarvení - reorganizace, změna skupiny či soutěže
| Sezóny  | Liga                                 | Úroveň | Z  | V  | R  | P  | VG  | OG | +/- | B  | Pozice |
| ------- | ------------------------------------ | ------ | -- | -- | -- | -- | --- | -- | --- | -- | ------ |
| 2009/10 | Isthmian League (Division One South) | 8      | 42 | 12 | 12 | 18 | 62  | 80 | -18 | 48 | 16.    |
| 2010/11 | Isthmian League (Division One South) | 8      | 42 | 10 | 15 | 17 | 60  | 85 | -25 | 44 | 19.    |
| 2011/12 | Isthmian League (Division One South) | 8      | 40 | 17 | 8  | 15 | 63  | 69 | -6  | 59 | 8.     |
| 2012/13 | Isthmian League (Division One South) | 8      | 42 | 16 | 8  | 18 | 67  | 76 | -9  | 56 | 12.    |
| 2013/14 | Isthmian League (Division One South) | 8      | 46 | 23 | 7  | 16 | 82  | 64 | +18 | 76 | 7.     |
| 2014/15 | Isthmian League (Division One South) | 8      | 46 | 27 | 12 | 7  | 107 | 51 | +56 | 93 | 4.     |
| 2015/16 | Isthmian League (Premier Division)   | 7      | 46 | 18 | 8  | 20 | 74  | 80 | -6  | 62 | 10.    |
| 2016/17 | Isthmian League (Premier Division)   | 7      | 46 | 15 | 11 | 20 | 70  | 72 | -2  | 53 | 20.    |
| 2017/18 | Isthmian League (Premier Division)   | 7      | 46 | 15 | 11 | 20 | 69  | 80 | -11 | 56 | 18.    |
| 2018/19 | Isthmian League (Premier Division)   | 7      | 46 |    |    |    |     |    |     |    |        |

Poznámky
- 2016/17: Klubu byly svazem odebrány tři body za porušení stanov soutěže.